# Pseudochromis melanurus
Pseudochromis melanurus, thường được gọi là đạm bì đuôi đen, là một loài cá biển thuộc chi Pseudochromis trong họ Cá đạm bì. Loài này được mô tả lần đầu tiên vào năm 2004. Trong tiếng Hy Lạp, melas có nghĩa là "màu đen" và oura có nghĩa là "đuôi", ám chỉ đến màu sắc đặc trưng của cá đực.

## Phân bố và môi trường sống
P. melanurus có phạm vi phân bố tương đối rộng rãi ở vùng biển Tây Thái Bình Dương. Loài này chỉ được tìm thấy tại quần đảo Fiji và quần đảo Tonga. P. melanurus sinh sống xung quanh các rạn san hô và các bãi đá ngầm trong các hồ thủy triều và vùng biển ngoài khơi (phổ biến hơn ở các khu vực có sóng dâng), ở độ sâu khá nông, được ghi nhận trong khoảng 10 m trở lại.

## Mô tả
P. melanurus trưởng thành đạt kích thước khoảng 4 cm (đối với cá đực). Đầu và thân của cá đực có màu xám đậm, gần như là màu đen (có màu nâu sẫm hoặc đen khi mẫu vật được ngâm rượu bảo quản). Phần dưới của đầu và vùng phía trước vây hậu môn có màu vàng nâu (có màu nâu hoặc nâu nhạt khi mẫu vật được ngâm rượu bảo quản).
Số gai ở vây lưng: 3; Số vây tia mềm ở vây lưng: 21 - 22 (hiếm khi 21); Số gai ở vây hậu môn: 3; Số vây tia mềm ở vây hậu môn: 12 - 14 (thường là 13); Số vảy ở đường bên: 29 - 35 (hường là 30 - 33); Số đốt sống: 26 - 27. Vây tia của vây lưng và vây hậu môn có phân đốt. Gai của vây hậu môn linh hoạt; gai thứ 2 ít cứng hơn gai thứ 3.
Thức ăn của P. melanurus có lẽ là rong tảo và các sinh vật phù du nhỏ.